# Lal Khan
Lal Khan, nato Tanveer Gondal (in urdu لال خان‎?; Bhaun, giugno 1956 – 21 febbraio 2020), è stato un attivista e politologo pakistano.
Khan fu un medico professionista finché non si dedicò a tempo pieno all'attivismo. Fu il leader del movimento trotskista The Struggle e direttore del rispettivo giornale. Scrisse regolarmente anche per il Daily Times e il Dunya.
Morì il 21 febbraio 2020 per un cancro che aveva da più di un anno.

## Biografia
Negli anni '70, era uno studente di medicina e un attivista in Pakistan quando il golpe diretto dal generale Muhammad Zia-ul-Haq rovesciò il governo del Partito Popolare Pakistano e quando il primo ministro Zulfiqar Ali Bhutto venne impiccato. Venne imprigionato per un anno e studiò quindi all'università della capitale Islamabad. Si trasferì nei Paesi Bassi nel 1980, temendo per la pena di morte. Durante il suo esilio, si laureò alla Vrije Universiteit, per tornare in patria solo nel 1988.

### Carriera
Fu il leader del The Struggle, un movimento organizzato sulle teorie di Marx, Engels, Lenin e Lev Trockij. Si fece portavoce della volontà di nazionalizzare i settori principali dell'economia del paese sotto alla supervisione dei lavoratori, terminare l'estremismo religioso, combattere la disoccupazione e garantire l'educazione gratuita a tutti i cittadini pakistani. Inoltre, fu redattore dell'Asian Marxist Review e segretario internazionale del Pakistan Trade Union Defence Campaign.
Si oppose alla divisione dell'India e sostenne la riunificazione con il Pakistan, ritenendo che avrebbe sanato i conflitti locali e risolto il conflitto nel Kashmir. Invocando una rivoluzione comune ai due paesi, Lal dichiarò che "Cinque secoli di storia condivisa fossero troppi per essere divisi da un confine."
Nel 2013 accusò gli ammiratori occidentali di Malala Yousafzai di ignorare il significato profondo del suo attivismo e il suo messaggio socialista.